# Thurø

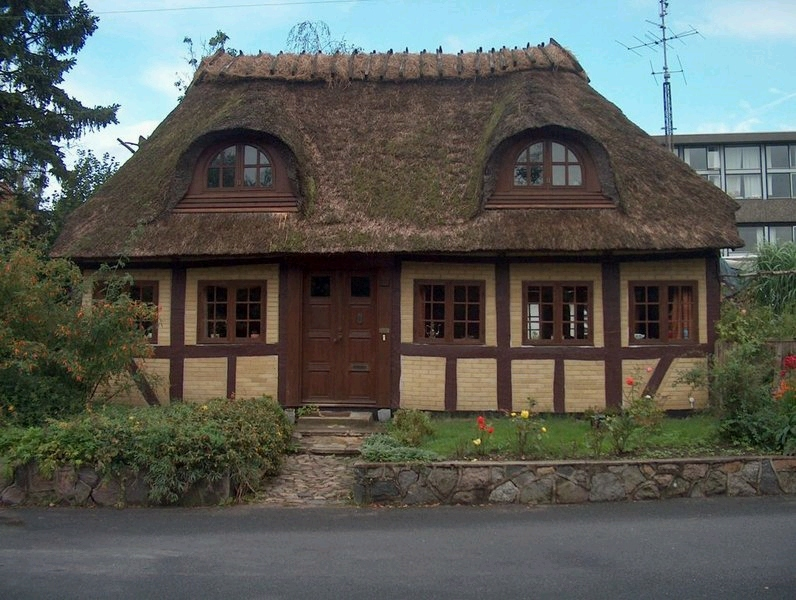
Một nhà trên đảo Thurø

Thurø là 1 đảo nhỏ của Đan Mạch, nằm ở phía nam thành phố Svendborg (đảo Fyn) và phía đông đảo Tåsinge. Đảo có dạng hình móng ngựa với diện tích là 7,5 km2. Đảo có 3.699 cư dân, trong đó 3.374 người cư ngụ ở thành phố Thurø và là đảo có mật độ dân số dày thứ nhì Đan Mạch (sau đảo Amager). Có 1 đường đê nối đảo Thurø với đảo Fyn.
Vỉa đá ngầm làm thành phần phía đông nam của đảo rộng 38,9 ha. Ở đây có các cây táo gai cổ gọi là táo gai Ellen Marsvin. Truyền thuyết kể rằng chúng được trồng từ khi Bà Ellen Marsvin, chủ nhân của đảo chơi bài thua, phải nộp đảo cho vua Đan Mạch là Christian IV.
Đảo có 1 nhà thờ tên là nhà thờ Chúa Ba Ngôi được bà Ellen Marsvin xây dựng từ năm 1639. Trong nghĩa trang của đảo, có mộ của nhiều nghệ sĩ như họa sĩ Niels Hansen và các nhà văn Valdemar Rørdam, Karin Michaëlis cùng Tom Kristensen.
Trong thành phố Turø ở giữa đảo, có bia tưởng niệm trận hải chiến Hellgoland ngày 9.5.1864, trong đó nhiều dân Thurø đã tham dự và bị hy sinh.
Trên đảo Thurø có tấm bia Rolf Krake. Truyền thuyết kể rằng trong 1 chuyến viễn chinh bằng tàu thuyền, chiến binh Helge đã lên đảo và thăm nàng tiên Thora và hiếp nàng. Sau đó nàng có thai và sinh ra 1 bé gái đặt tên là Yrsa. Khi Helge trở lại thăm nàng lần thứ hai thì nàng trả thù bằng cách gửi Yrsa, đứa con gái ruột của anh ta đến ngủ với anh ta. Yrsa cũng thụ thai và sinh ra một con trai đặt tên là Rolf Krake.